# Love's Theme Song, Kiss
Albums de Elva Hsiao
4 U
(2002) In Love With Love
(2003)
Love's Theme Song, Kiss est le 5e album de Elva Hsiao, sorti sous le label Virgin Records le 30 août 2002 à Taïwan.

## Liste des titres
| 1.  | Ai De Zhu Da Ge (愛的主打歌; Love's Theme Song)                                    | 4:43 |
| 2.  | U Make Me Wanna (feat. Blue)                                                       | 4:21 |
| 3.  | Wen (吻; Kiss)                                                                     | 3:51 |
| 4.  | Ta He Ta De Gu Shi (他和她的故事; The Story of Him and Her)                        | 4:13 |
| 5.  | Kai Shi Fei Ba (開始飛吧; Spread Your Wings and Fly)                               | 3:10 |
| 6.  | Chuan Yue Shi Kong Yu Jian Ni (穿越時空遇見你; Meeting You Through Time and Space) | 3:53 |
| 7.  | Zhuan Yan Zhi Jian (轉眼之間; In the Blink of an Eye)                              | 5:55 |
| 8.  | Ba Xin Fang Jin Lai (把心放進來; Put Your Heart Inside)                            | 3:28 |
| 9.  | Xiang Nian Sheng Dan Jie (想念聖誕節; Remembering Christmas)                       | 5:05 |
| 10. | Li Jing (離境; The Point of Goodbye)                                               | 4:08 |
| 11. | Yuan (願; Wish)                                                                    | 3:10 |
| 12. | Wei Lai (未來; '"Future)                                                           | 4:03 |

| 1. | Wen                |  |
| 2. | Ai De Zhu Da Ge    |  |
| 3. | Ta He Ta De Gu Shi |  |